# Karol Kaczkowski (adwokat)
Karol Kaczkowski (ur. 4 listopada 1822 w Borowej, zm. 17 marca 1884 w Tarnowie) – prawnik, adwokat, działacz samorządowy i społeczny, radny Tarnowa, marszałek powiatu tarnowskiego w latach 1871–1874.
Karol Kaczkowski urodził się w majątku Borowa niedaleko Jasła, dzierżawionym przez jego ojca Michała. Był bratem Władysława. Po ukończeniu tarnowskiego gimnazjum, w 1842 roku rozpoczął studia prawnicze na Uniwersytecie we Lwowie. W tym czasie związał się z tajnymi organizacjami, biorąc czynny udział w działaniach Towarzystwa Demokratycznego Polskiego, przygotowujących wybuch powstania narodowego. Aresztowany w lutym 1846 roku, został osadzony w lwowskim więzieniu, które opuścił dopiero po amnestii w marcu 1848 roku.
Po ukończeniu studiów Karol Kaczkowski wyjechał do Tarnowa, rozpoczynając pracę jako koncypient w kancelarii adwokackiej doktora Józefa Stojałowskiego. W 1855 roku uzyskał stopień doktora praw i w następnym roku otworzył własną praktykę adwokacką, w domu przy ulicy Bankowej 5 (obecnie ulica Kaczkowskiego).
W 1867 roku został wybrany radnym pierwszej autonomicznej Rady Miasta, jednak w następnym roku zrezygnował z tego stanowiska, obejmując funkcję wicemarszałka tarnowskiej Rady Powiatowej. W latach 1871–1874 pełnił funkcję marszałka powiatu. Do jego osiągnięć tego okresu należało między innymi otwarcie 12 szkół ludowych i zapewnienie im stałych nauczycieli. W 1878 roku powrócił do działalności w Radzie Miasta, również tutaj przyczyniając się do rozwoju szkolnictwa: współpracował z księciem Eustachym Sanguszką w organizacji otwartego w 1881 roku Zakładu Sadowniczo-Ogrodniczego (obecnie Zespół Szkół Ekonomiczno-Ogrodniczych im. Tadeusza Kościuszki). Był również współzałożycielem tarnowskiej kasy oszczędnościowej i wiceprezydentem tarnowskiej Izby Adwokatów oraz członkiem wielu instytucji społecznych i charytatywnych.
Stronnictwo Karola Kaczkowskiego wdało się w tym czasie w ostrą walkę polityczną z ówczesnym burmistrzem miasta, Aleksandrem Wisłockim i jego otoczeniem. Głównym przedmiotem sporu był sposób zarządzania przez miasto dochodami z wykupionej w 1880 roku od Eustachego Sanguszki propinacji. Po wygraniu w 1884 roku przez jego stronnictwo kolejnych wyborów, Karol Kaczkowski stał się obiektem ataków lokalnej prasy, co najprawdopodobniej było przyczyną popełnienia przez niego 17 marca 1884 roku samobójstwa. Został pochowany w grobowcu przy głównej alei Starego Cmentarza w Tarnowie.
W 1871 ożenił się z wdową po staroście samborskim Pantaleonie Ipohorskim-Lenkiewiczu, Ludwiką (z domu Bobrownicką), był ojczymem jej czworga dzieci, w tym Katarzyny, zamężnej z Franciszkiem Vetulanim, oraz miał z nią syna Karola, który został lekarzem.
Jeszcze w 1884 roku Rada Miasta podjęła decyzję o zmianie nazwy ulicy Bankowej w Tarnowie na ulicę Kaczkowskiego. Nazwa ta przetrwała do 1975 roku, kiedy została zmieniona na ulicę Sandora Petőfiego. Przywrócenie dawnej nazwy nastąpiło w 1991 roku.